# Бараново (Томская область)
Бара́ново — деревня в Кривошеинском районе Томской области, Россия. Входит в состав Петровского сельского поселения.

## История
Г.Ф. Миллером (1740 г.) отмечены юрты Теренинские около устья р. Шегарки в 2-х верстах от д. Былиной (Усть-Шегарской) с указанием татарского названия этих юрт (Terenjaning-aul). Более того, вся Больше-Шегарская волость на Оби по его данным называлась Terenja-aimak, а селькупское и татарское население как Большой Шегарской, так и Малой Шегарской инородческой волости причисляли себя к роду Terenja.
Основана в 1826 г. В 1926 году деревня Баранова состояла из 56 хозяйств, основное население — русские. В составе Елизаровского сельсовета Кривошеинского района Томского округа Сибирского края.

## Население
| 1920 | 1926 | 2002 | 2010 | 2012 | 2013 | 2014 |
| ---- | ---- | ---- | ---- | ---- | ---- | ---- |
| 270  | ↘261 | ↘9   | ↘4   | ↘3   | →3   | ↗4   |
| 2015 | 2021 |      |      |      |      |      |
| ↘3   | ↘2   |      |      |      |      |      |